# Jérôme Pétion de Villeneuve
Pour les articles homonymes, voir Pétion et Villeneuve.
Jérôme Pétion de Villeneuve /pe.tjɔ̃/, né à Chartres le 3 janvier 1756, mort dans la commune de Saint-Magne-de-Castillon le 24 juin 1794, est un avocat et un révolutionnaire français, maire de Paris de 1791 à 1792.

## Les débuts
Fils unique de Jérôme Pétion (mort en 1800), avocat au bailliage et présidial de Chartres, subdélégué de l'intendance d'Orléans à Chartres, et de Marie-Élisabeth Le Tellier (morte en 1819), il fait ses études chez les Oratoriens de Vendôme puis à 18 ans chez un procureur à Paris avant de s'inscrire au barreau de Chartres en 1778. Il essaie de se faire un nom en littérature, concourant à divers prix et publiant plusieurs mémoires : Moyens proposés pour prévenir l'infanticide (1781), Les Lois civiles et l'administration de la justice ramenées à un ordre simple et uniforme, ou Réflexions morales, politiques, etc., etc., sur la manière de rendre la justice en France avec le plus de célérité et le moins de frais possible (1782) — interdit par la justice —, Essai sur le mariage considéré sous des rapports naturels, moraux et politiques, ou Moyens de faciliter et d'encourager les mariages en France (1785), ses autres écrits étant consacrés à la réunion de l'Assemblée des notables et des États généraux. Il est également membre actif de la Société des Amis des Noirs.
Après l'adoption de la loi sur le divorce (1792), ses parents divorcent ; son père se fait appeler Jérôme Pétion l'ami.

## Les États généraux et l'Assemblée constituante

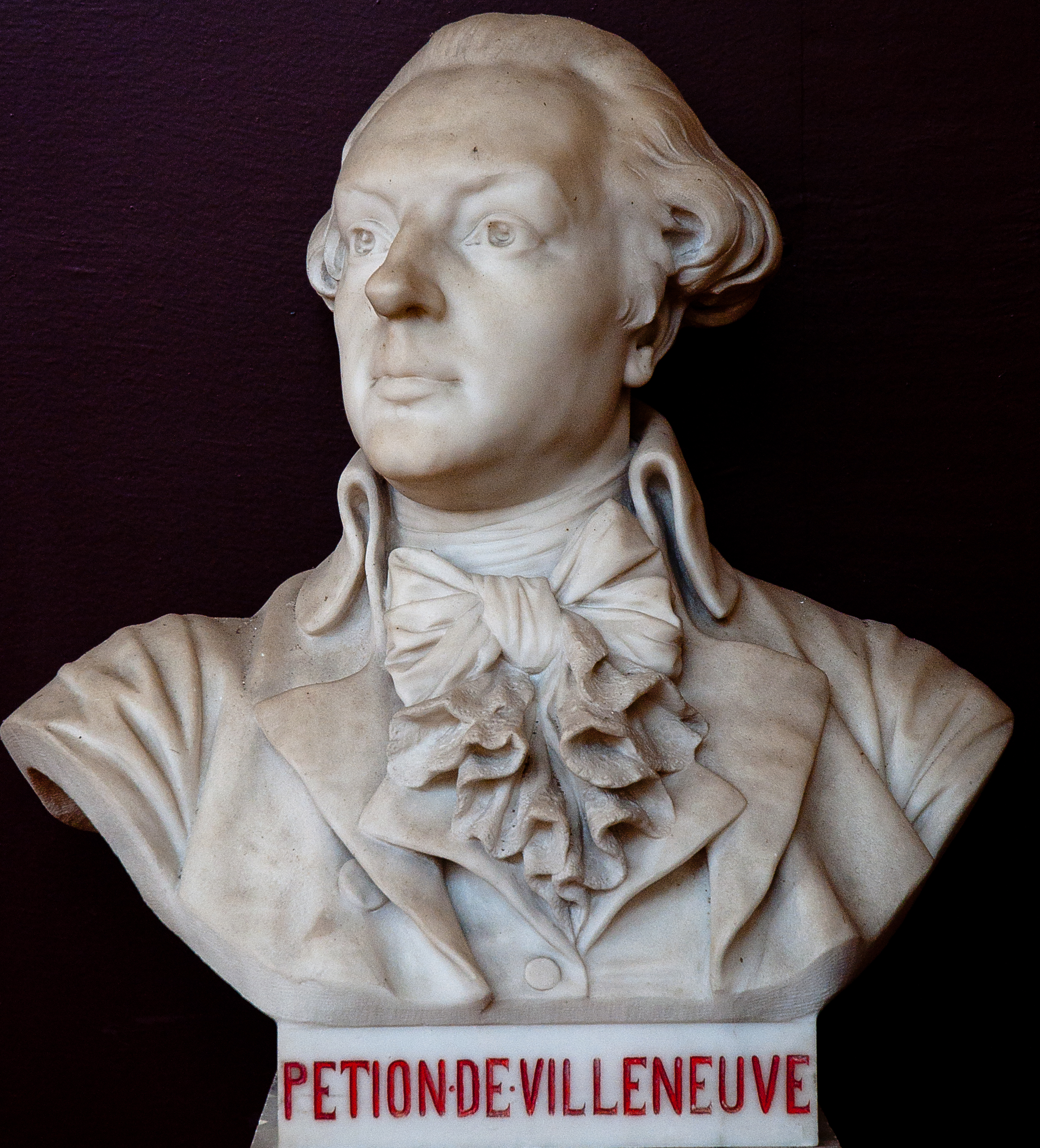
Buste de Pétion de Villeneuve, salle du serment du Jeu de paume - Versailles.

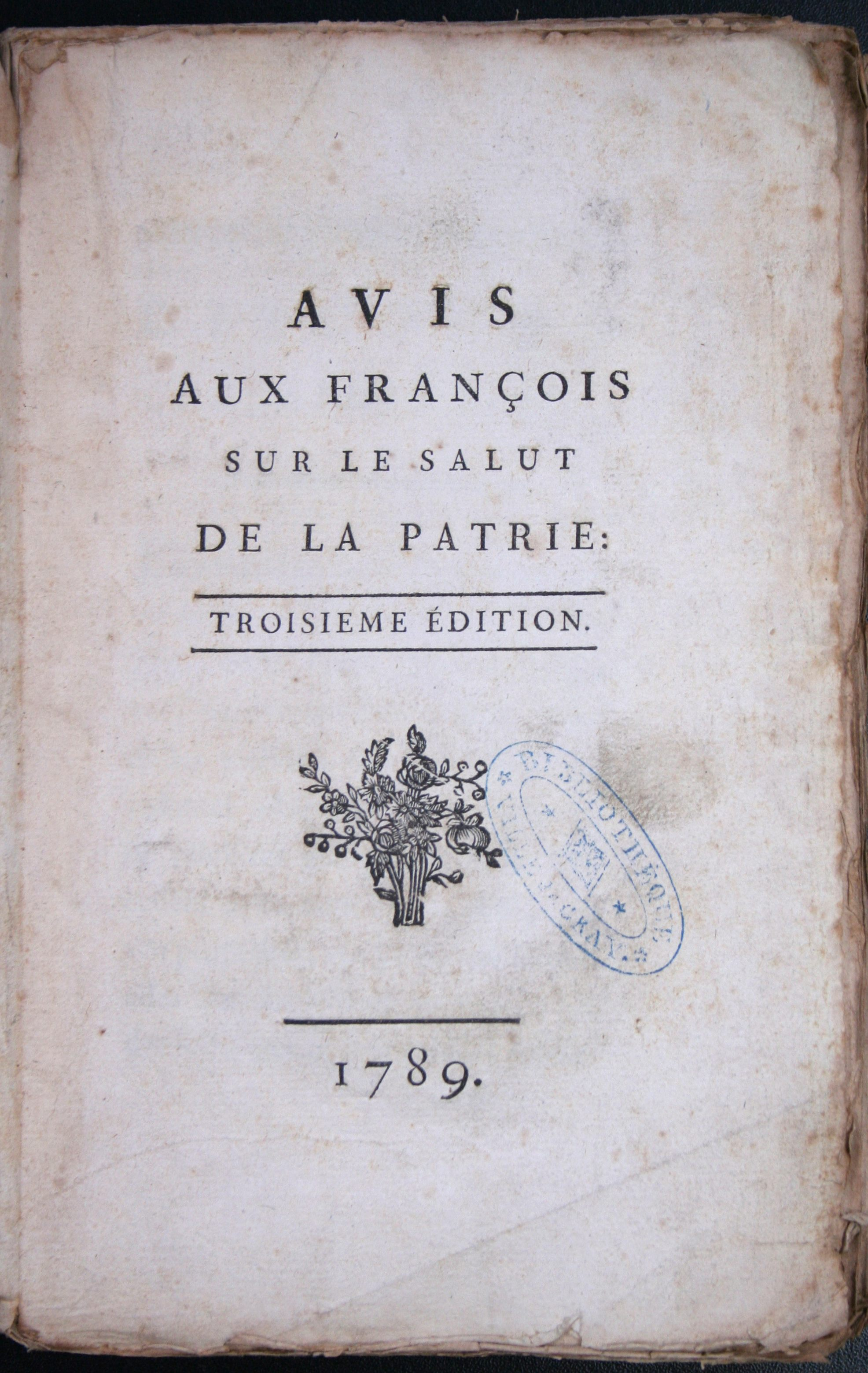
Avis aux François (exemplaire de la bibliothèque patrimoniale de Gray).

Élu le 20 mars 1789 premier député du tiers état du bailliage de Chartres aux États généraux avec 164 voix sur 190 votants, il siège parmi le petit groupe des patriotes avancés de l’Assemblée constituante avec François Buzot et Maximilien de Robespierre, dont il est l'ami et partage les combats démocratiques : lutte contre le veto royal, les deux chambres proposées par les Monarchiens, le suffrage censitaire (s'il ne défend pas le suffrage universel, il exige l'éligibilité de tous les citoyens actifs).
Le 20 juin 1789, il est signataire du serment du Jeu de paume. Il devient l'un des chefs de file des Jacobins. Membre du comité de révision, il est adjoint en septembre 1790 au comité de constitution, avant d'être élu secrétaire puis président de l'Assemblée. Après son arrivée à Paris il adhére à la Société des Amis des Noirs qui combat pour l'égalité des Blancs et des hommes de couleur libres, pour l'abolition immédiate de la traite négrière et progressive de l'esclavage.
Lors de la fuite de la famille royale et son arrestation à Varennes en juin 1791, alors qu'il vient d'être nommé président du tribunal criminel de Paris (fonction qu'il n'exercera pas), il est chargé, avec Barnave et le comte de Latour-Maubourg, de la ramener à Paris. Il a laissé un témoignage de cet épisode, dans lequel le séducteur qu'il était prétend que « si nous eussions été seuls, elle (Madame Élisabeth) se serait abandonnée dans mes bras aux mouvements de la nature ». Par la suite, il se prononce en faveur de la suspension, voire de la déchéance, de Louis XVI.
Le 30 septembre 1791, lors de la clôture des séances de l'Assemblée, il bénéficie avec Robespierre d'une ovation de la foule parisienne.
Intimement lié à Madame de Genlis, il l'accompagne jusqu'à Londres quand celle-ci y conduit trois élèves, parmi lesquelles Adélaïde d'Orléans, en octobre-novembre 1791.

## La Mairie de Paris

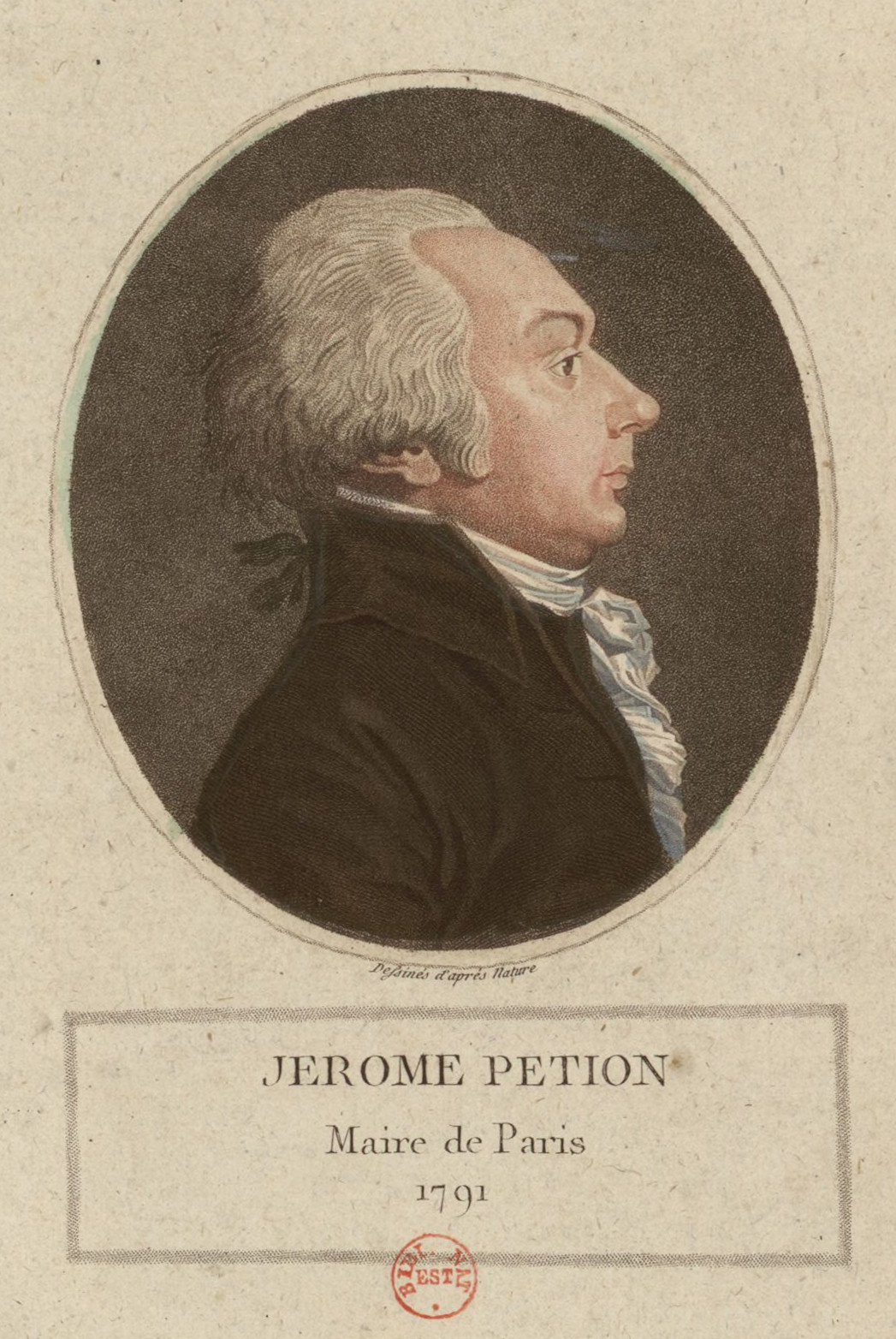
Jérôme Pétion, maire de Paris,
Paris, BnF, département des estampes et de la photographie, 1791.

Le 14 novembre 1791, il est élu maire de Paris face à La Fayette avec 6 708 voix sur 10 632 votants, avec l'appui de la Cour, opposée à La Fayette, selon certains avis. Le 20 juin 1792, Pétion joue un double jeu, ne faisant rien pour empêcher les manifestants d’envahir le palais des Tuileries et des appartements royaux et se ménageant des portes de sortie dans le cas où l'insurrection, qu'il souhaite, tournerait court ; mais il est accusé par le Roi et le directoire du département d'avoir favorisé l'émeute et facilité, par son absence de réaction, l'invasion des Tuileries. 
A cette période, Pétion joue sur tous les tableaux : marchant avec ses amis jacobins à chaque offensive contre Louis XVI, mais soutenant en même temps des initiatives d'action psychologique menée sur la voie publique à l'initiative du gouvernement royal en faveur du respect de la Constitution.
Le 6 juillet, Pétion est suspendu de ses fonctions par le Département et remplacé par Philibert Borie, mais cette mesure accroît sa popularité ; les sections s'arment pour réclamer son retour, et il est le héros des célébrations du 14 juillet 1792. Cédant comme toujours à la pression de la rue, l'Assemblée législative décide alors de le rétablir dans ses fonctions. Le 3 août 1792, il est chargé de porter l'adresse des commissaires des 48 sections exigeant la déchéance du Roi. Dans la nuit du 9 au 10 août 1792, il se présente à la tête d'une délégation municipale composée de trois autres élus. L'un d'eux réclame et obtient, pour le surlendemain 11, le vote de la suppression des primes annuelles accordées aux trafiquants d'esclaves par la royauté depuis 1784, ancienne revendication de la Société des Amis des Noirs. Il joue un rôle décisif dans les préparatifs de la journée du 10 août 1792, contribuant d'une part à désarmer les unités de la Garde nationale postés au palais des Tuileries - en provoquant l'assassinat de son commandant, Mandat de Grancey, à la suite de sa convocation à l'Hôtel de Ville - et d'autre part, en incitant, de concert avec son ami Roederer (procureur syndic de la Commune), les gardes suisses à riposter en cas d'attaque armée au nom de la défense des autorités constituées. 
Il est confirmé dans ses fonctions de maire par la commune insurrectionnelle, mais perd tout pouvoir face aux sections révolutionnaires. Il ne s'oppose pas aux visites domiciliaires et reste totalement passif lors des massacres de Septembre. Le 6 septembre, il vient rendre compte devant l'Assemblée des événements.

## La Convention

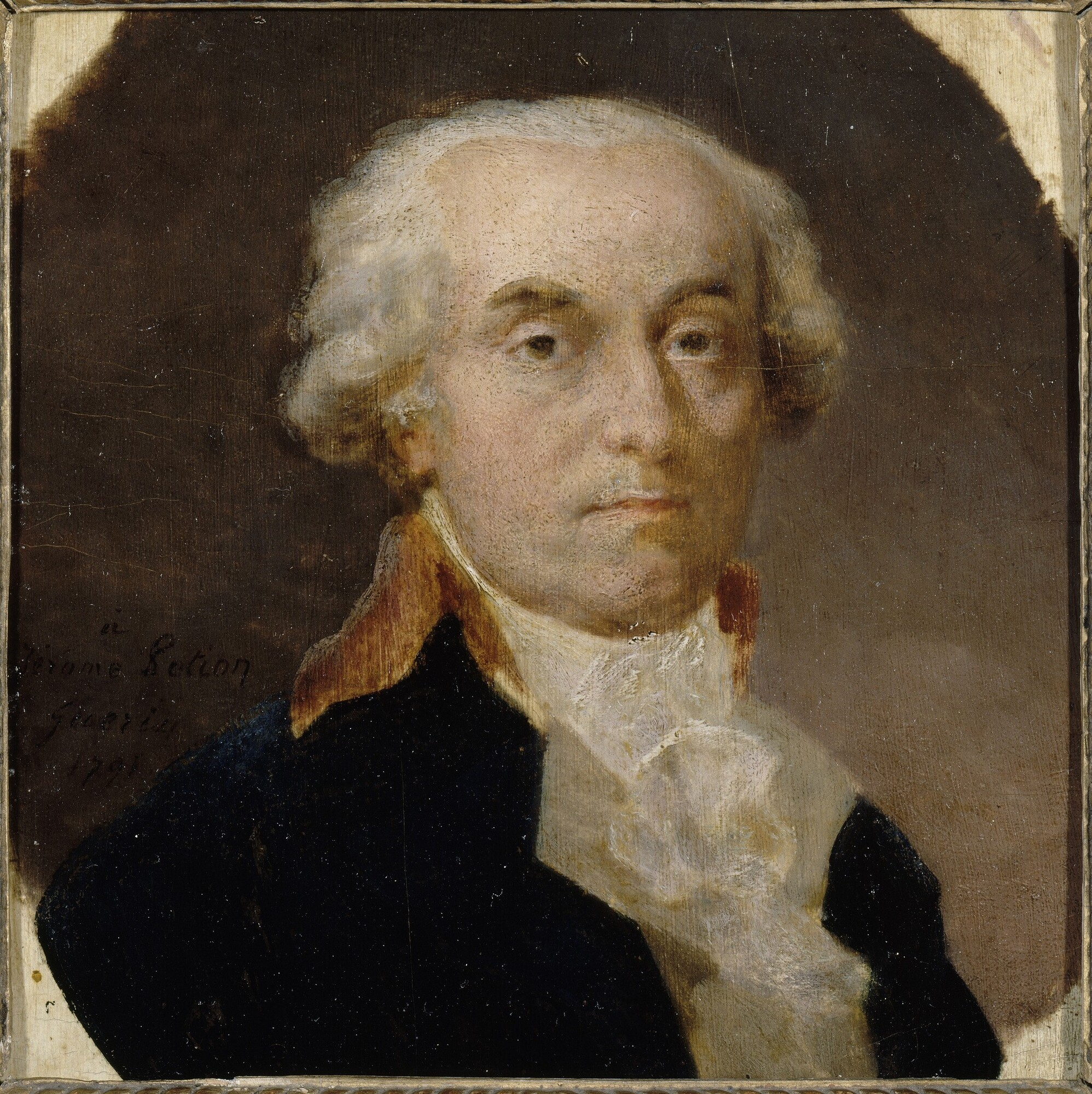
Jérôme Petion de Villeneuve, Président de la Convention, maire de Paris en 1791.

Élu le 5 septembre député d'Eure-et-Loir à la Convention, le 3e sur 9 avec 274 voix sur 354 votants, il démissionne de ses fonctions de maire et devient le premier président de l'assemblée lors de l'ouverture de la session, le 20 septembre 1792.
À cette époque, il se heurte à Robespierre, avec lequel il rompt au début de novembre, et s’allie aux Girondins. Lors du procès de Louis XVI, il vote l'appel au peuple et la mort avec sursis. Au printemps 1793, il entre en conflit avec la Commune de Paris, qui échappe aux Girondins après la démission de Chambon, accélérant la rupture entre Girondins et Montagnards. Toutefois, il vote contre la mise en accusation de Marat.

## La fin
Après l'insurrection du 2 juin 1793, il est décrété en état d'arrestation, mais réussit à s'évader le 24 juin et rejoint Caen avec Guadet, où il tente de soulever la Normandie contre la Convention. Après la bataille de Brécourt en juillet 1793, il passe dans le Finistère (il est caché avec d'autres girondins dans un manoir à Pouldavid), d'où il s'embarque pour la Gironde (Bordeaux était entré en insurrection contre la Convention) avec Buzot et Barbaroux, avec lesquels il vit caché à Saint-Émilion, près de Bordeaux, pendant dix mois. Quand Salle et Guadet sont arrêtés dans la maison du père de Guadet, se croyant menacé, il quitte son asile, chez le perruquier Troquart (chez qui il s'était réfugié depuis le 20 janvier 1794), en pleine nuit avec Buzot et Barbaroux. Toutefois, un berger les aperçoit dans un bois de pins. Barbaroux se tire un coup de pistolet, mais il se manque et se fait prendre (il est guillotiné le 25 juin). De leur côté, Pétion et Buzot s'enfoncent dans un champ de blé et se tuent d'un coup de pistolet à Saint-Magne-de-Castillon. On retrouve leurs cadavres, à moitié dévorés par les loups, quelques jours plus tard,,. Leurs suicides ont donc lieu quelques semaines seulement avant l'arrestation de Robespierre.
Avant cette ultime fuite, Pétion avait laissé à Madame Bouquey le manuscrit de ses mémoires et son testament politique. Quant à sa dernière lettre, elle est adressée à son épouse, espérant qu'elle lui parvienne par un ami. Elle se termine par ces mots : « Mon caractère ne s'est jamais démenti. »

## Vie privée - Mariage - Descendance

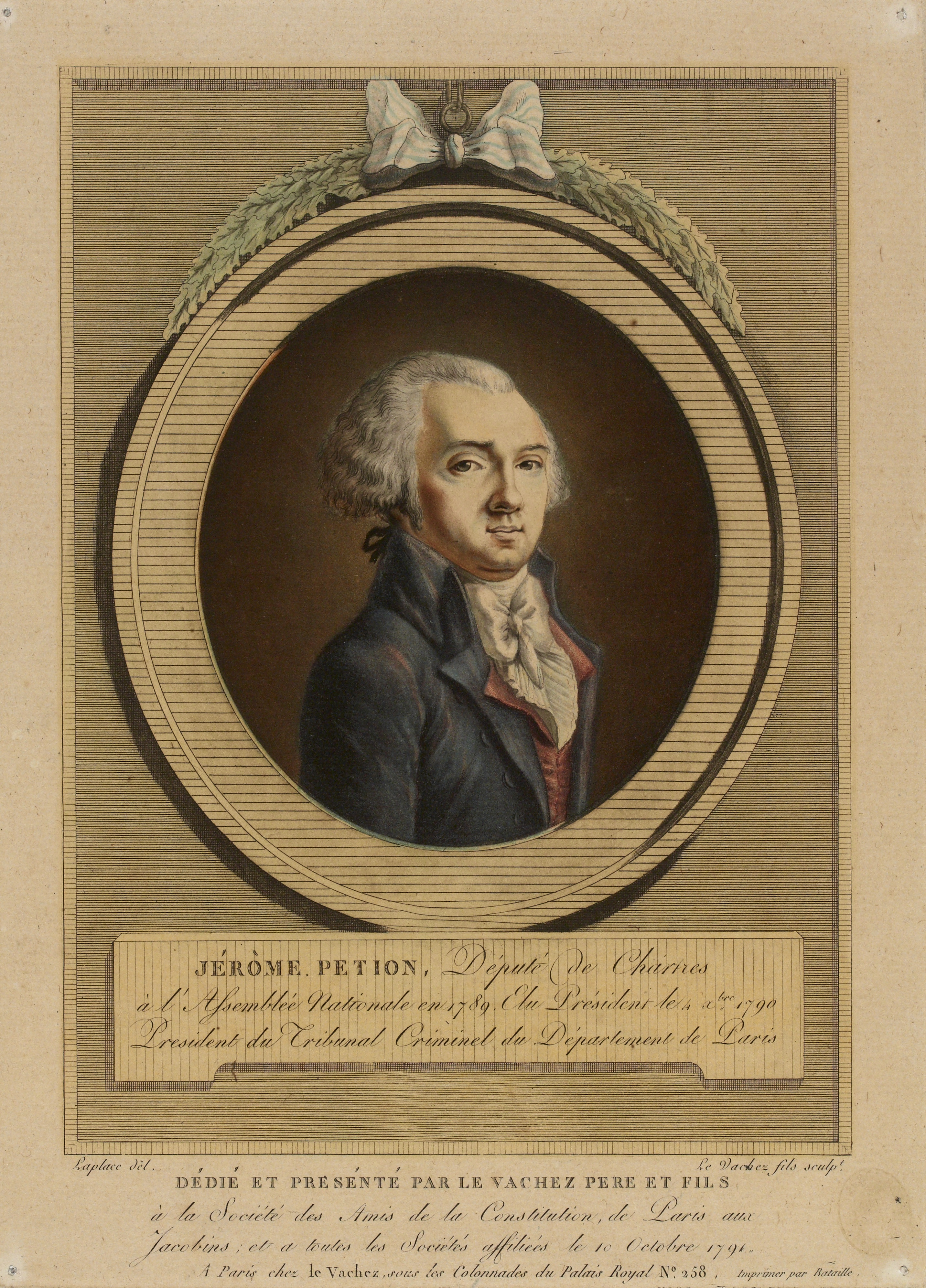
Gravure Émira Marceau

Jérôme Pétion était marié avec Louise Anne Suzanne Lefebvre et eut un fils unique : Louis Étienne Jérôme Pétion, né le 1er août 1783 à Chartres, qui fit une carrière d'officier de dragons sous l'Empire comme chef d'escadron au 21e régiment de dragons en 1813, et fut chevalier de l'ordre royal et militaire de Saint-Louis et officier de la Légion d'honneur en 1817,. Marié avec Marie Marguerite Gabrielle Henriette Dujard de Fléville, il demeure à Nancy rue Saint-Dizier, puis se retire à Trévoux (Ain) où il meurt le 24 décembre 1847 à l'âge de 64 ans.

## Patrimoine
Lors de son mariage en 1782, son père le dote de deux maisons à Chartres et son épouse reçoit en dot une ferme et métairie à Épeautrolles, une maison à Chartres et de nombreuses rentes.
Jérôme Pétion était domicilié à Paris, cul-de-sac de l'Orangerie des Tuileries,. Après sa mise hors la loi par un décret de la Convention nationale le 28 juillet 1793, ses biens sont inventoriés, saisis et pour partie vendus les 1er et 2 mars, 16 juin et 23 et 25 septembre 1794. Le 5 août 1795, le Comité de salut public ordonne le versement à sa veuve du prix des ventes de ses biens, soit 64 503 francs, et la restitution de ceux qui n'ont pas été vendus : les livres composant sa bibliothèque, une malle remplie de papiers, différents effets et son cabriolet. Le 7 août 1795, sa veuve reçoit les 64 503 francs en assignats et récupère une partie des objets qui n'ont pas été vendus. Le 31 octobre 1804, alors domiciliée à Paris, 847, rue Cassette, sa veuve fait procéder à l'inventaire sous seing des biens de son époux. Sa bibliothèque contient notamment les œuvres de Voltaire en 90 volumes, les œuvres de Buffon en 58 volumes et le traité De l'esprit des lois de Montesquieu en 7 volumes. Un inventaire contenant analyse des titres et papiers est ensuite fait le 3 janvier 1805 par un notaire de Chartres.

## Annexes

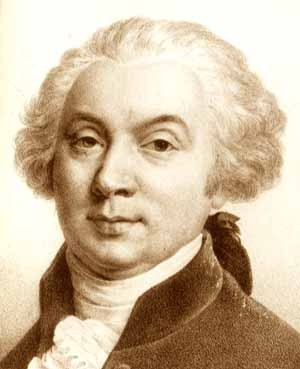
Jérôme Pétion de Villeneuve.
Lithographie de François-Séraphin Delpech d'après un portrait par Henri-Joseph Hesse, XIXe siècle.

## Hommages
- Il y a une rue Pétion à Paris.
- Il y a une rue Pétion à Chartres.